# Mohamed Chérif Benaceur
Pour les articles homonymes, voir Benaceur (homonymie).
Cet article possède un paronyme, voir Bennaceur.
 (mars 2021).
Si vous disposez d'ouvrages ou d'articles de référence ou si vous connaissez des sites web de qualité traitant du thème abordé ici, merci de compléter l'article en donnant les références utiles à sa vérifiabilité et en les liant à la section « Notes et références ».
Mohamed Chérif Benaceur (en arabe : محمد شريف بن ناصر) est un footballeur algérien né le 8 février 1975 à Béjaïa. Il évoluait au poste de milieu de terrain.

## Biographie
Benaceur évolue en première division algérienne avec le club de la JSM Béjaïa. Il inscrit avec cette équipe trois buts en championnat lors de la saison 2002-2003.